# Greg Hicks
Greg Hicks (Leicester, 27 maggio 1953) è un attore britannico.
Membro della Royal Shakespeare Company dal 1976, Hicks ha recitato in oltre una dozzina di ruoli principali di opere shakespeariane, tra cui Macbeth, Amleto e Re Lear. Particolarmente apprezzata è stata la sua interpretazione in Coriolano, in scena all'Old Vic nel 2004, che gli valse una candidatura al Laurence Olivier Award al miglior attore e una vittoria al Critics' Circle Theatre Award .

## Filmografia parziale
- Miss Marple (Agatha Christie's Marple) – serie TV, episodio 2x01 (2006)
- Biancaneve e il cacciatore (Snow White and the Huntsman), regia di Rupert Sanders (2012)
- Son of God, regia di Christopher Spencer (2014)
- Domina – serie TV, episodi 1x03-1x05 (2021)

## Doppiatori italiani
- Stefano De Sando in Son of God